# Béchir Zaghouani
Béchir Zaghouani (* 11. April 1981) ist ein ehemaliger tunesischer Leichtathlet, der sich auf den Stabhochsprung spezialisiert hat. 2004 wurde er in Brazzaville Afrikameister und siegte im Jahr zuvor in Abuja bei den Afrikaspielen.

## Sportliche Laufbahn
Erste internationale Erfahrungen sammelte Béchir Zaghouani vermutlich im Jahr 1997, als er bei den Juniorenafrikameisterschaften in Ibadan mit übersprungenen 4,50 m die Bronzemedaille gewann. 1999 siegte er bei den Juniorenafrikameisterschaften in Tunis mit neuem Meisterschaftsrekord von 4,80 m und 2001 belegte er bei den Mittelmeerspielen in Tunis mit 5,05 m den sechsten Platz. Im Jahr darauf gewann er bei den Afrikameisterschaften in Radès mit 4,90 m die Silbermedaille hinter dem Senegalesen Karim Sène und 2003 siegte er mit 5,20 m bei den Afrikaspielen in Abuja. Im Jahr darauf siegte er mit 5,20 m bei den Afrikameisterschaften in Brazzaville mit 5,20 m und gewann auch bei den Panarabischen Spielen in Algier mit derselben Höhe. 2005 belegte er bei den erstmals ausgetragenen Islamic Solidarity Games in Mekka mit 4,80 m den fünften Platz und im September siegte er mit 5,00 m bei den Arabischen Meisterschaften in Radès. Im Jahr darauf beendete er seine aktive sportliche Karriere im Alter von 25 Jahren.
In den Jahren von 2001 bis 2004 wurde Zaghouani tunesischer Meister im Stabhochsprung.